# Лукаш Козуб
Лукаш Козуб (пол. Łukasz Kozub; нар. 3 листопада 1997, Ряшів) — польський волейболіст, пасувальник (розігруючий), гравець клубу «Ресовія» (Ряшів) і збірної Польщі. 

## Життєпис
Народжений 3 листопада 1997 року в Ряшеві.
Вихованець «Ресовії» (Ряшів). Грав у молодіжній (2012—2016) і дорослій (2018—2019) команді рідного клубу, також у клубах «МСК Бендзин» (2016—2018), «Трефль» (Гданськ, 2019—2022), «Стад Пуатьє» (2022—2023), ГКС (Катовиці, вересень—грудень 2023). Після того, як «Гекса» на початку грудня 2023 року підписала італійського пасувальника Давіде Саїтту, повернувся до «Ресовії».
2022 року його вперше викликали до лав збірної Польщі.

### Досягнення
У збірній
- чемпіон Європи U20 (2016[5], капітан команди Якуб Кохановський[6], у фіналі здолали збірну України на чолі з Олегом Плотницьким[7]),
- чемпіон світу U21: 2017,
- бронзовий призер Ліги націй 2022.

Клубні
- володар Кубка ЄКВ 2024[8].

Індивідуальні
- кращий подавальник чемпіонату світу U21 2017[9].